# Union démocratique des Albanais
L'Union démocratique des Albanais (en albanais : Unioni Demokratik i Shqiptarëve abrégé UDSh ; en monténégrin : Demokratska unija Albanaca) est un parti politique de la minorité albanaise fondé le 21 novembre 1993 à Ulcinj, au Monténégro.

## Résultats électoraux
| Élection | Chef            | Votes  | %     | Sièges | Alliance            | Gouvernement        |
| -------- | --------------- | ------ | ----- | ------ | ------------------- | ------------------- |
| 1996     | Fuad Nimani     | 3 849  | 1,31  | 2 / 75 |                     | Opposition          |
| 1998     | Fuad Nimani     | 3 529  | 1,03  | 1 / 78 |                     | Soutien             |
| 2001     | Fuad Nimani     | 4 232  | 1,16  | 1 / 77 |                     | Gouvernement        |
| 2002     | Fuad Nimani     | 8 498  | 2,44  | 1 / 75 | Albanais ensemble   | Gouvernement        |
| 2006     | Gëzim Hajdinaga | 3 693  | 1,09  | 1 / 81 |                     | Gouvernement        |
| 2009     | Ferhat Dinosha  | 4 747  | 1,47  | 1 / 81 |                     | Gouvernement        |
| 2012     | Ferhat Dinosha  | 2 848  | 0,80  | 0 / 81 |                     | Extra-parlementaire |
| 2016     | Ferhat Dinosha  | 4 854  | 1,27  | 1 / 81 | Albanais décisive   | Gouvernement        |
| 2020     | Mehmet Zenka    | 4 675  | 1,14  | 1 / 81 | Coalition albanaise | Gouvernement        |
| 2023     | Mehmet Zenka    | 70 228 | 23,22 | 1 / 81 | Ensemble            | Opposition          |